# 切里瓦利 (紐約州)
切里瓦利（英語：Cherry Valley）是一個位於美國紐約州奧齊戈縣的鎮。

## 人口
根據2020年美國人口普查的數據，切里瓦利的面積為104.59平方千米，當中陸地面積為104.57平方千米，而水域面積為0.02平方千米。當地共有人口1229人，而人口密度為每平方千米12人。